# Kazimierz Dąbrowski (duchowny)
Kazimierz Dąbrowski (ur. 24 marca 1908 w Lewinku koło Wejherowa, zm. 4 grudnia 1987 w Tczewie) – polski duchowny katolicki, historyk, profesor Wyższego Seminarium Duchownego w Pelplinie, kanonik kapituły kolegiackiej w Chełmży.

## Życiorys
Pochodził z rodziny rolnika Jana i Marty z Wałdowskich. Uczęszczał do Państwowego Gimnazjum Klasycznego im. Jana III Sobieskiego w Wejherowie, maturę zdał w 1929, w 1931 podjął studia historyczne na Uniwersytecie Poznańskim (w 1935 uzyskał magisterium na podstawie pracy Monografia Chmielna). Po studiach pracował jako nauczyciel historii w gimnazjum w Kartuzach. W 1937 rozpoczął studia teologiczne w seminarium w Pelplinie, które przerwał po wybuchu wojny. Był więziony, później wcielony do armii niemieckiej; przedostał się na Zachód i od 1944 służył w Wojsku Polskim. W styczniu 1945 wznowił studia teologiczne w St. Joseph’s College Upholland w Wigan. Do Polski powrócił w lutym 1947, 29 czerwca tegoż roku przyjął w Pelplinie święcenia kapłańskie.
Był wikariuszem w Toruniu i Chełmży, w latach 1948–1961 uczył historii w gimnazjum biskupim w Pelplinie (Collegium Marianum), przez trzy lata (1951-1954) administrował parafią Jabłowo. W latach 1954–1984 był kustoszem Archiwum Diecezji Chełmińskiej. W listopadzie 1963 na Wydziale Humanistycznym Uniwersytetu Poznańskiego obronił rozprawę doktorską Rozwój wielkiej własności ziemskiej klasztoru cysterek w Żarnowcu od XIII do XVI w., habilitował się w 1976 na Wydziale Teologicznym Katolickiego Uniwersytetu Lubelskiego na podstawie pracy Opactwo cystersów w Oliwie od XII do XVI w. Od 1975 był profesorem Wyższego Seminarium Duchownego w Pelplinie, gdzie wykładał dzieje diecezji chełmińskiej. Należał do Gdańskiego Towarzystwa Naukowego. W październiku 1984 otrzymał godność kanonika kapituły kolegiackiej chełmżyńskiej. Pochowany został w Pelplinie.

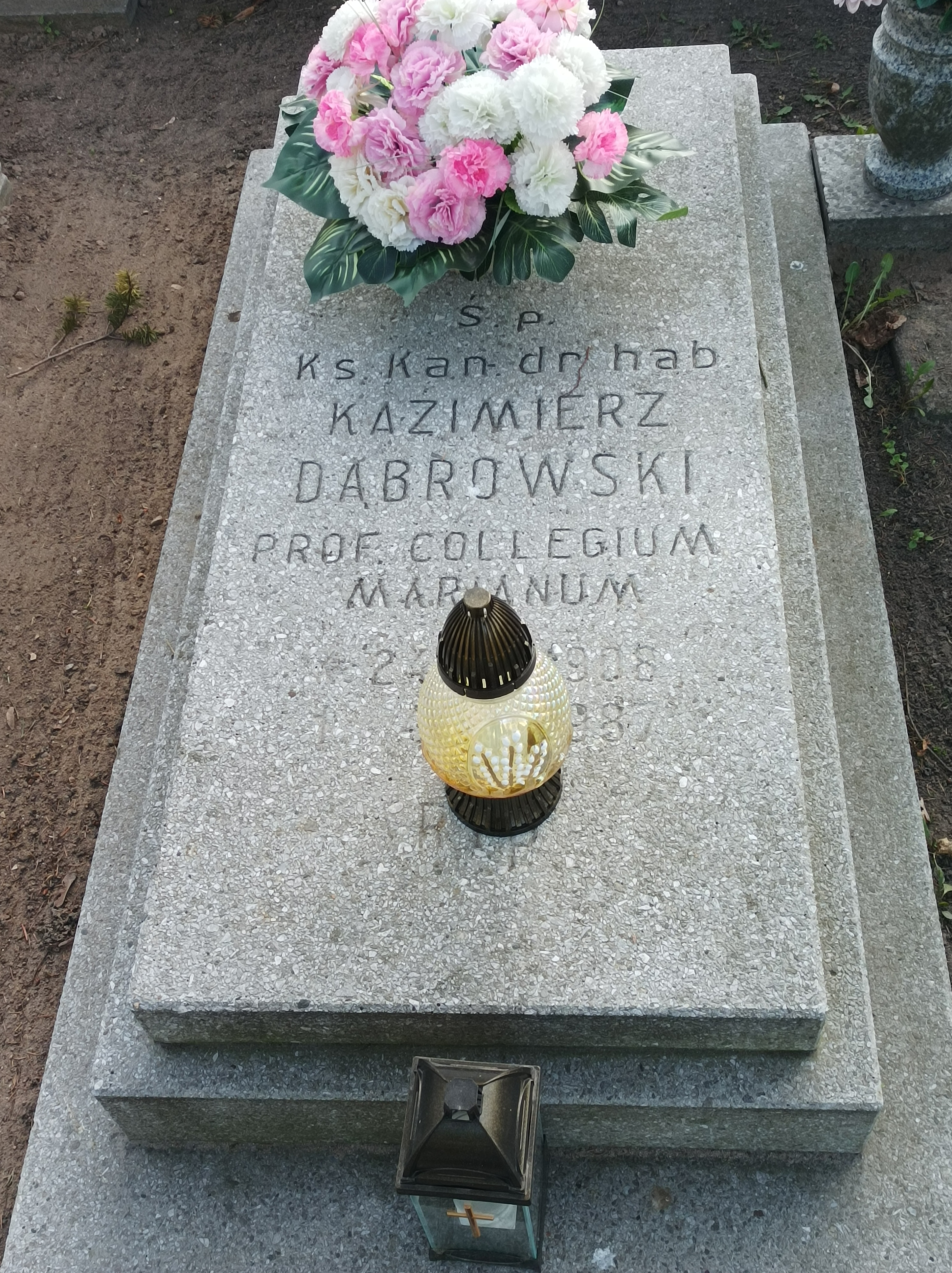
Grób ks. Kazimierza Dąbrowskiego w Pelplinie

W badaniach naukowych zajmował się przede wszystkim tematyką kaszubską, dziejami kościelnymi Pomorza Nadwiślańskiego (i diecezji chełmińskiej) oraz biografistyką duchowieństwa diecezji chełmińskiej.